# Capriccio B-Dur (Bach)

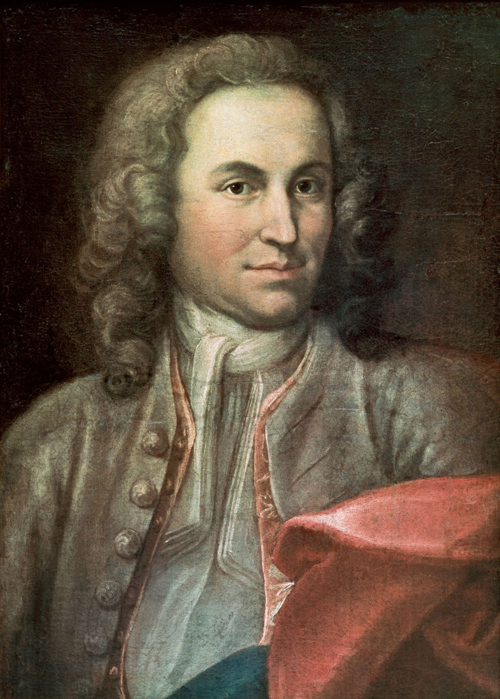
Johann Sebastian Bach, etwa 1715

Das Capriccio sopra la lontananza de il fratro dilettissimo („Capriccio über die Abreise des sehr geschätzten Bruders“) in B-Dur ist ein mehrsätziges Frühwerk für ein Tasteninstrument von Johann Sebastian Bach (BWV 992). Bemerkenswert an der Komposition sind die für Bach untypischen programmatischen Untertitel. Sie weisen auf mögliche Vorbilder hin, nämlich auf Johann Kuhnaus Musicalische Vorstellung einiger Biblischer Historien in 6. Sonaten (1700).

## Entstehung
Das Werk ist sicher vor 1705 entstanden, als Bachs älterer Bruder Johann Christoph es abschrieb. Ein Autograph ist nicht erhalten, daher muss die Datierung sich auf stilistische und außermusikalische Indizien stützen.
Philipp Spitta vermutete Bachs Bruder Johann Jacob (1682–1722), der 1704 als Oboist in die Schwedische Armee ging, als Adressaten des Werks und änderte den Titel entsprechend in ...del suo fratello.... Doch der Bezug auf diesen Anlass gilt heute als äußerst fragwürdig, schon weil Bach auf jede Nachahmung von Kriegsthematik und -symbolik verzichtet. So wurde vermutet, dass Bach im Titel auf seinen Freund Georg Erdmann anspielt, den er wohl selber mit „Bruder“ anredete. Aber auch Bach selber ist als Adressat genannt worden; Entstehungsanlass könnte sein Aufbruch von Ohrdruf nach Lüneburg (1700) oder eher die Abreise von Lüneburg (1702) gewesen sein. Auch in letzterem Fall wäre die Komposition, besonders die abschließende Fuge, ein beachtliches Werk für einen Siebzehnjährigen; diese Fuge übertrifft nicht nur entsprechende Werke der norddeutschen Schule, sondern auch die Schlussfuge von Bachs Kantate 131.

## Musikalische Einfälle und quasi improvisatorische Ausarbeitung
Die Definitionen der Bachzeitgenossen Friedrich Erhard Niedt, Sébastien de Brossard (von Johann Gottfried Walther in die deutsche Enzyklopädik eingebracht) und Johann Mattheson für das Capriccio gleichen sich darin, dass sie die improvisatorischen oder improvisatorisch wirkenden Einfälle, die keiner festen Regel folgenden Formen und die unkonventionelle Verarbeitung des musikalischen Materials in den Vordergrund stellen. Dem entspricht Bachs Capriccio voll und ganz. Hinzu kommen bei ihm die außermusikalischen Vorstellungen, die die Wahl seiner musikalischen Mittel bestimmt haben.

### Einzelsätze
- „Ist eine Schmeichelung der Freunde, um denselben von seiner Reise abzuhalten.“
Arioso, Adagio
B-Dur, 4/4-Takt (C)
  - Eine homophon gesetzte Melodie, meist mit zweiter Stimme in „einschmeichelnden“ Sexten wird durch ein Posthornmotiv unterbrochen und zu Ende geführt.
- „Ist eine Vorstellung unterschiedlicher Casuum, die ihm in der Fremde könnten vorfallen.“
g-Moll, 4/4-Takt (C)
  - Die Fuge mit beibehaltenem Kontrapunkt moduliert über c-Moll, f-Moll, b-Moll, Es-Dur, f-Moll nach C-Dur als Halbschluss vor dem nachfolgenden f-Moll des Adagioissimos.
- „Ist ein allgemeines Lamento der Freunde.“
Adagioissimo
f-Moll, 3/4-Takt
  - Die freie Passacaglia, geprägt durch die Chromatik des Lamento-Basses (Takt 14ff) und der Melodie (besonders ab Takt 29) sowie durch Vorhalte („Seufzer-Motive“), erinnert an den auch in f-Moll stehenden Chorsatz Weinen, Klagen, Sorgen, Zagen aus der 1714 entstandenen Kantate BWV 12, der Vorbild für das „Cruzifixus“ der h-Moll-Messe wurde.
- „Allhier kommen die Freunde, weil sie doch sehen, dass es anders nicht sein kann, und nehmen Abschied.“
Vorzeichen von B-Dur, jedoch permanent modulierend, ausgehend von Es-Dur mit Schluss in F-Dur, 4/4-Takt (C)
  - vollgriffig gesetzt, ein Tonleitermotiv abwärts wird imitatorisch durchgeführt.
- Aria di Postiglione
Adagio poco
 B-Dur, 4/4-Takt (C)
  - Die schlichte Melodie wird immer wieder durch ein Posthornmotiv in Oktavsprüngen abwärts unterbrochen.
- Fuga all’imitazione della cornetta di postiglione
B-Dur, 4/4-Takt (C)
  - Das Thema mit Tonrepetitionen und Dreiklangsbrechungen sowie der Kontrapunkt mit dem Oktavenmotiv aus der „Aria“ imitieren das Posthorn.